# Maraimalainagar
Maraimalainagar es una ciudad y municipio situada en el distrito de Chengalpattu en el estado de Tamil Nadu (India). Su población es de 81872 habitantes (2011). Se encuentra a 14 km de Chennai y a 68 km de Kanchipuram.

## Demografía
Según el censo de 2011 la población de Maraimalainagar era de 81872 habitantes, de los cuales 41920 eran hombres y 39952 eran mujeres. Maraimalainagar tiene una tasa media de alfabetización del 88,17%, superior a la media estatal del 80,09%: la alfabetización masculina es del 93,26%, y la alfabetización femenina del 82,85%.